# Station Charlottenlund
Station Charlottenlund is een station in Charlottenlund in de Deense gemeente Gentofte. Het station is geopend op 22 juli 1863 en op 3 april 1934 voor de S-tog. Ordrup ligt aan S-tog lijn C. De treinen  van Kystbanen rijden het station voorbij.
Het eerste station werd in 1897 vervangen door het huidige gebouw, ontworpen door Thomas Arboe.